# Gare de Cherves
La gare de Cherves était une gare ferroviaire ouverte en 1896 et fermée en 1950 située sur la ligne de Saint-Jean-d'Angély à Cognac sur la commune de Cherves-Richemont, en Charente. 
C'est la gare la plus fréquentée des quatre qu'ait connu la commune de Cherves-Richemont (elle possédait en outre trois autres arrêts à La Garnerie, au Coudret et à Fontenille). Elle fut même jusqu'à la fin des années 1900, la seule gare de la commune.

## Situation ferroviaire
La gare de Cherves est située au point kilométrique  (PK) 37,2 de la ligne de Saint-Jean-d'Angély à Cognac. Elle est située entre les arrêts facultatifs de La Garnerie et du Coudret. C'est l'une des gares les plus fréquentées de la ligne. Elle était exploitée par les CFD. 

## Histoire
La gare ouvre en 1896, lors de l'ouverture de la ligne. C'est une station qui a toujours été prévue, quels que soient les tracés envisagés entre 1870 et 1893, date de l'adoption du tracé définitif. La gare a été construite sur une ancienne carrière de terre pour la conception de tuiles. 
Après 1899, M. Daunizeau, l'entrepreneur d'une plâtrière située à proximité de la ligne fait la demande que soit réalisé un embranchement pour relier sa plâtrière à la ligne. Après quelques correspondances par écrit, les CFD acceptent, l'embranchement est indiqué sur les horaires de 1912. Aujourd'hui, la plâtrière n'existe plus, mais la cheminée est toujours visible. 
Finalement, la gare ferme définitivement le 31 décembre 1950 date de fermeture de la ligne desservant la gare.

## Services des voyageurs

### Accueil
La gare était ouverte aux voyageurs avec bagages, elle était également ouverte au trafic marchandise. Elle disposait d'un guichet permettant l'achat de billets et l'enregistrement des bagages. Le bâtiment voyageur était du style CFD à 2 portes comme la plupart des gares de cette compagnie. 

### Desserte
La gare est desservie par des trains effectuant des missions entre Saint-Jean-d'Angély et Cognac. La gare est desservie par 3 à 4 A/R journaliers selon les années. À l'ouverture de la ligne, il faut compter 22 min pour rejoindre la gare de Cognac-État et 1h28 pour Saint-Jean-d'Angély, en 1943, avec l'apparition des autorails, le temps de parcours est toujours le même, en revanche, pour le dernier A/R circulant en machine à vapeur, il faut désormais compter 33 min pour rejoindre Cognac, et il n'y a plus de train direct proposé pour Saint-Jean-d'Angély en train à vapeur, le train de 10h21 ayant pour terminus Burie. 

## Patrimoine ferroviaire
La gare a été reconvertie en maison privée, la plateforme de la ligne est aujourd'hui ouverte aux circulations douces et permet notamment de rejoindre Saint-Sulpice. 

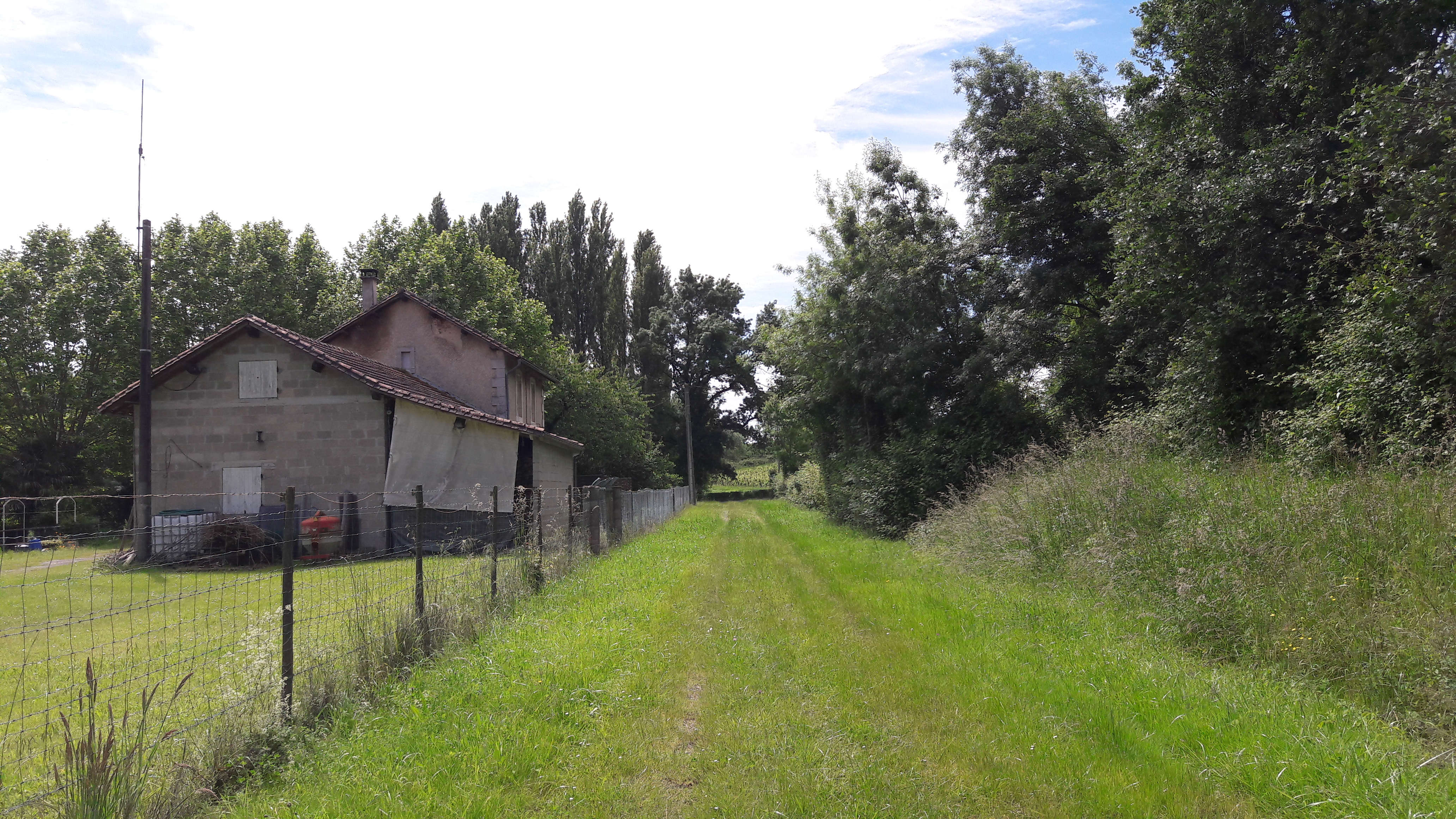
Gare de Cherves, direction Cognac
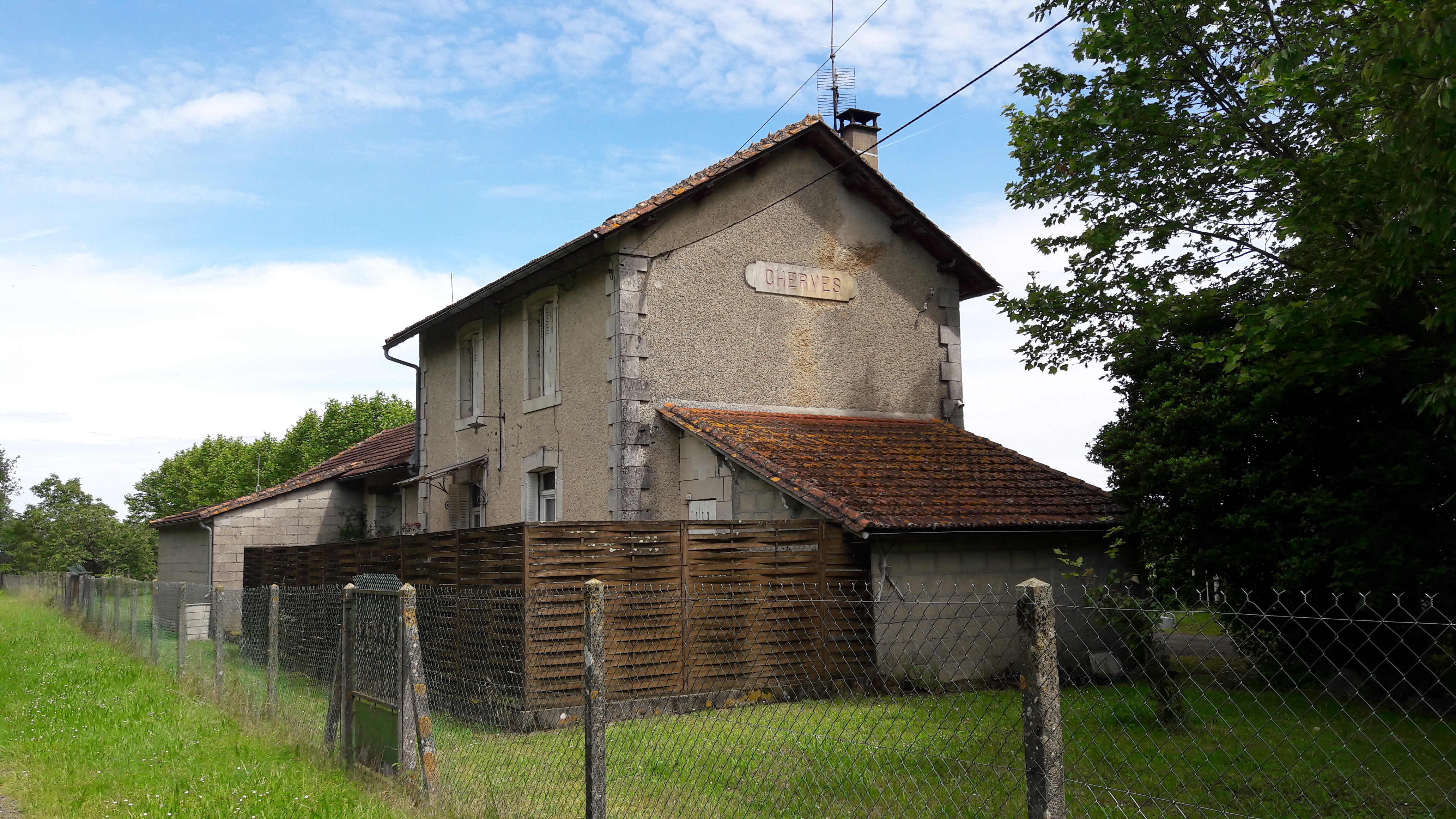
Gare de Cherves, direction Saint-Jean-d'Angély